# Vítkovci
Vítkovci, též páni z Růže (německy Witigonen, či Wittigonen), patřili k nejsilnějším domácím rozrodům. Za zakladatele tohoto starého českého rodu je považován Vítek I. z Prčice, ale nejspíše je rod mnohem starší. Jméno Vítek je buď zdrobnělina Víta, po jeho úctě v českém království, a nebo má slovanský význam "pán"/"vládce" jako ve jméně Svantovít.

## Historie

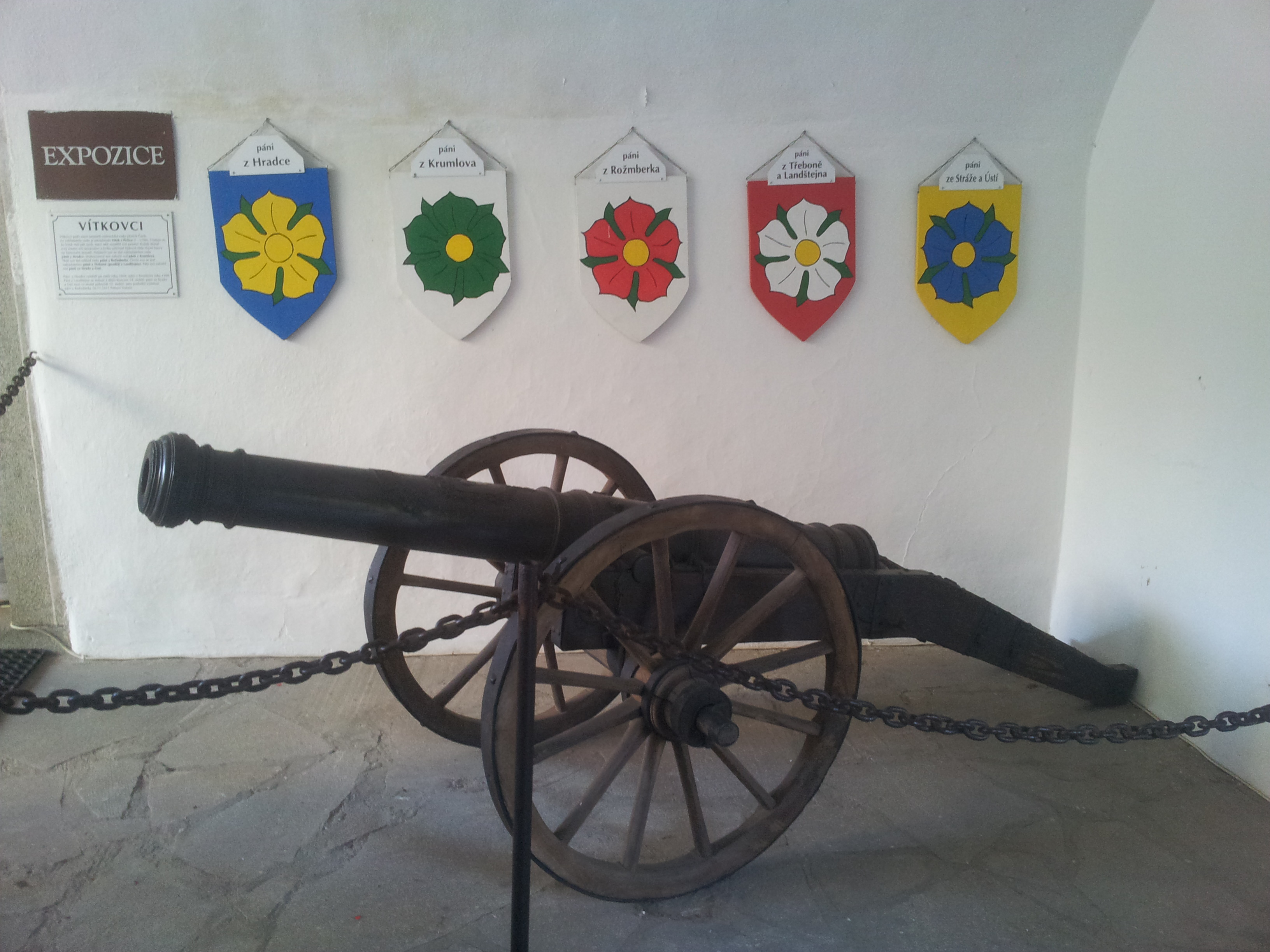
Vítkovské erby ve vstupní bráně hradu Landštejn (erb úplně vpravo se hlásí k pánům ze Stráže a Ústí, ale ti druzí měli růži černou)

Jejich jméno se odvozuje od českého šlechtice Vítka z Prčice († 1194), který byl mezi lety 1169 a 1177 stolníkem českých panovníků a objevoval se na významných postech v družině Přemyslovců. Díky svému významnému postavení v jižních Čechách a statkům v hornorakouském Mühlviertelu měli Vítkovci ve středověku mnohočetné vztahy k Rakousku. Vítkovi čtyři synové se stali zakladateli významných českých panských rodů; kromě nich měl prý ještě pátého syna, levobočka Sezemu z Ústí. Podle staré pověsti mezi ně rozdělil před smrtí svůj majetek tzv. dělením růží, načež těch pět synů založilo tyto rodové větve:
- rod pánů z Hradce, vymřel 1604
- rod pánů z Krumlova, vymřel 1302
- rod pánů z Rožmberka, vymřel 1611
- rod pánů z Landštejna a Třeboně, vymřel svou větví Svitáčků (či Svitáků) z Landštejna, a to 1612
- rod pánů ze Stráže a Ústí, páni ze Stráže vymřeli 1476 a Sezimové z Ústí vymřeli 1621

Reálně jsou prokázáni čtyři synové Vítka z Prčice: Jindřich z Hradce (páni z Hradce, ze Stráže a pravděpodobně i páni z Ústí), Vítek II. starší z Krumlova (páni z Krumlova). Vítek III. mladší z Prčice (páni z Rožmberka) a Vítek z Klokot (páni z Landštejna).
Myšlenka, že Vítek I. z Prčice má souvislost s rodem Schönhering-Blankenbergů, se ukázala jako chybná. Tato představa byla založena na starším výzkumu, který hledal původ rodu v Rakousku či Bavorsku ještě před Vítkem I., ovšem zámek Blankenberg byl rodem získán až později, když se Vítkův syn (stejného jména) oženil s Kunigunde, vdovou po Engelbertovi II. z Blankenbergu. Dnes se tedy čeští i němečtí historici shodují, že rodina byla českého původu a měla kolébku v Prčici.

## Genealogie Vítkovců
Rodokmen Vítkovců je následující
1. Vítek I. z Prčice (?–1194) + ? → zakladatel Vítkovců
  1. Jindřich Vítkovic z Prčice a Hradce (?–1237) + ? → zakladatel pánů z Hradce
    1. Vítek z Hradce (1218–1259)
    2. Sezema z Kosové Hory (po 1218 – asi 1259) + ? z Řečice

  2. Vítek II. starší z Prčice (?–1236) + ? z rodu Markvarticů → zakladatel pánů z Krumlova
  3. Vítek III. mladší z Prčice a Plankenbergu (?–před 1250) + N? von Schwarzburg → zakladatel pánů z Rožmberka
  4. Vítek IV. z Prčice a Klokot (? – po 1236) → zakladatel pánů z Landštejna
  5. Sezema z Prčice, Ústí a Řečice (? – asi 1220) → zakladatel pánů z Řečice

## Erb
Všechny větve vítkovského rozrodu měly erby nesoucí pětilistou růži. Jde o jedno z prvních dochovaných šlechtických erbovních znamení na českém území.
Dalimilova kronika jej dokonce odvozuje již od údajné bitvy knížete Vladislava I. s míšeňsko-srbskými vojsky roku 1109, přičemž každá větev zvolila pro odlišení jinou barevnou kombinaci: rod pánů z Hradce měl zlatou růži na modrém poli; rod pánů z Krumlova nosil zelenou růži na stříbrném poli; Rožmberkové červenou růži na stříbrném poli; rod pánů z Landštejna a Třeboně měl stříbrnou růži na červeném poli; od linie pánů z Hradce se oddělila ještě větev pánů ze Stráže nad Nežárkou s růží modrou a z Ústí s růží černou.